# セフォキシチン
セフォキシチン（英: Cefoxitin）は、商標名のメフォキシン（英: Mefoxin）で販売されている、抗生物質であり、腎孟腎炎、骨髄炎、骨髄腹膜炎、腹腔内感染症、肺炎、敗血症の治療に用いられる医薬品である。投与法は点滴静脈注射によりゆっくり投与される。
一般的な副作用には、アレルギー反応、注射部位の痛み、下痢などがあげられる。その他の副作用には、クロストリジウム・ディフィシル胃腸炎や骨髄不全などがあげられる。妊娠中の人への投与による胎児への害は報告されておらず、授乳中の人に使用される場合がある。腎臓に問題のある患者への投与には投与量を減らす必要がある。セフォキシチンは、セファマイシンの１つであるが、第二世代セファロスポリンに分類されることが多い。
セフォキシチンが発見されたのは1972年であり、米国にて医薬品として承認されたのは1978年である。後発医薬品として入手できる。2021年の英国の国民保健サービスにかかる費用は、1回2ｇの10回分で300ポンドである。米国での価格は、同じ量で約110米ドルである。